# Penin
Penin là một xã trong tỉnh Pas-de-Calais, vùng Hauts-de-France, Pháp.

## Địa lý
Penin có cự ly 14 dặm (23 km) phía tây Arras, tại giao lộ của các tuyến đường D77 và D82.

## Dân số
| 1962                                                              | 1968 | 1975 | 1982 | 1990 | 1999 | 2006 |
| ----------------------------------------------------------------- | ---- | ---- | ---- | ---- | ---- | ---- |
| 321                                                               | 346  | 330  | 333  | 330  | 356  | 404  |
| Số liệu điều tra dân số tính từ năm 1962, dân số chỉ tính một lần |      |      |      |      |      |      |

## Địa điểm nổi bật
- Nhà thờ St.Martin, thế kỷ 18.
- Lâu đài thế kỷ 16.